# Albrecht V. (Sachsen-Lauenburg)
Albrecht V. von Sachsen-Lauenburg (* um 1335; † 1370) war von 1356 bis 1370 Herzog von Sachsen-Lauenburg. Er regierte über den Teilbereich Mölln und Bergedorf, der 1305 bei der Realteilung des Herzogtums entstanden war. Albrechts Vater war Albrecht IV. von Sachsen-Lauenburg, Albrecht übernahm die Regierung aber von seinem früh verstorbenen Bruder Johann III.
Bis zum 19. August 1356 war Albrecht im Besitz einer Präbende in Osnabrück, die er mit seinem Bruder Erich tauschte. Papst Innozenz VI. hatte dieses Tauschgeschäft genehmigt.
Albrechts Regentschaft war durch hohe Schulden belastet. Deswegen verkaufte er 1359, im Einvernehmen mit seinem Bruder Erich, die Vogtei, Stadt und Zollstelle Mölln für 9.737 ½ Mark an die Hansestadt Lübeck. Allerdings behielt er sich ein Wiederkaufsrecht vor. Schon ein Jahr später, 1360, hatten sich erneut hohe Schulden angehäuft, so dass er eine weitere Verpfändung vornahm. Diesmal nahm er Geld von Herzog Erich II. von Sachsen-Lauenburg auf, der über die andere Hälfte des Herzogtums regierte, und setzte dafür seinen Wohnsitz, das Bergedorfer Schloss, als Sicherheit ein. Diese beiden Verpfändungen führten unter Erich IV. und Erich V. zum Krieg mit Lübeck und Hamburg und dadurch zum dauerhaften Verlust dieser Hälfte des Herzogtums.
Der Geldmangel trieb Albrecht offenbar dazu, auch andere Einnahmeformen zu finden; rasch stand er im Ruf, Straßenräuber zu begünstigen und sogar im Bergedorfer Schloss zu beherbergen. So schlossen sich die umliegenden Städte zusammen, um das Bergedorfer Schloss zu erobern und zu schleifen. Dieser Plan wurde aber fallen gelassen, da Albrecht sich mit den Städten verständigen konnte.
Eine Heirat mit Katherina von Werle-Güstrow, die am 25. Januar 1366 stattfand, blieb kinderlos. Als Albrecht 1370 starb, folgte deswegen sein Bruder Erich III. in der Regentschaft nach.